# Minilimosina masoni
Minilimosina masoni är en tvåvingeart som beskrevs av Marshall 1985. Minilimosina masoni ingår i släktet Minilimosina och familjen hoppflugor. Inga underarter finns listade i Catalogue of Life.